# Florence Balcombe
Florence Ann Lemon Balcombe (17 juillet 1858 à Falmouth - 25 mai 1937 à Londres) est l’épouse et l'exécuteur testamentaire littéraire de Bram Stoker. Elle est connue pour son différend juridique avec les créateurs de Nosferatu, un film non autorisé adapté du roman Dracula de son mari.

## Biographie

### Premières années
Elle est la fille du lieutenant-colonel James Balcombe et de Phillippa Anne Marshall. James Balcombe s'enrôle comme soldat en 1835. Alors qu'il sert comme quartier-maître avec le 57e régiment pendant le rude hiver de 1854, il est félicité pour son efficacité à apporter des fournitures aux hommes assiégés menant la campagne de Crimée. Sa bravoure lors des batailles de Balaklava, Inkerman et Sébastopol lui vaut à la fois la Médaille de la guerre de Crimée avec agrafes et la Médaille de la guerre turque.
Lorsque le 57e régiment part pour l'Inde le 11 mai 1858, Phillippa, enceinte de sept mois, emmène ses enfants en Cornouailles où elle a de la famille. Florence Ann Lemon Balcombe naît à Falmouth le 17 juillet 1858, alors que son père est en poste à Bombay. Compte tenu de l'implication de son père dans la campagne de Crimée, elle est peut-être nommée en l'honneur de Florence Nightingale. Elle est nommée Lemon en hommage à son grand-père Lemon William Marshall. Le couple a huit enfants, six filles et deux garçons. Florence Balcombe est souvent mentionnée comme étant la troisième fille, mais elle est en réalité la quatrième, car le couple perd une fille en bas âge.
James Balcombe termine sa carrière militaire dans son Irlande natale, au service de la Royal South Down Militia. Le soir du Nouvel An 1875, après une brillante carrière militaire de quatre décennies, James démissionne de sa commission et accepte le poste de secrétaire des commissaires du bureau du canton de Clontarf.

### Courtisée parOscar Wilde

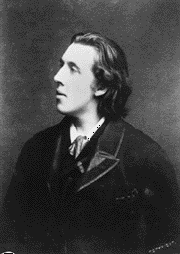
Oscar Wilde en 1881.

Lorsqu'Oscar Wilde commence à fréquenter Florence Balcombe à l'été 1876, celle-ci habite depuis peu avec sa famille à Dublin, au 1, Marino Crescent, Clontarf. Oscar Wilde, 22 ans, l'accompagne au service de l'après-midi à la cathédrale Saint-Patrick. Florence Balcombe a les yeux bleu-gris, les cheveux châtains et mesure 5 feet 8 (environ 1m72). Oscar Wilde écrit à son ami Reginald Harding : « Je m'apprête à sortir pour amener une fille délicieusement jolie au service de l'après-midi de la cathédrale. Elle n'a que dix-sept ans et le visage le plus parfaitement beau que j'aie jamais vu et pas un sou d'argent. Je vous montrerai sa photo la prochaine fois que je vous verrai ».
De retour à Dublin, Oscar Wilde présente à Florence Balcombe « View from Moytura House », une aquarelle qu'il signe « pour Florrie ». Il fait son portrait au crayon. Elle conserve le petit paysage « que le pauvre Oscar a peint pour moi » jusqu'à la fin de sa vie, en disant à sa sœur Philippa, « la petite aquarelle d'Oscar crée beaucoup d'envie au sein du culte consacré à Oscar ». L'affection entre le couple s'approfondit : elle signe ses lettres « Croyez-moi toujours vôtre » et l'invite à lui rendre visite chez elle pour lire à haute voix un poème qu'il a écrit pour elle. Lorsqu'on lui demande son prénom préféré pour une fille, Oscar Wilde répond « Florence ». Le matin de Noël 1876, six mois après le début de leur relation, il lui offre une délicate croix en or avec son nom gravé dessus, un acte qui est interprété comme un prélude à des fiançailles.
En Grèce, pendant les vacances de Pâques de 1877, il reçoit une carte de Florence Balcombe, l'assurant qu'elle pense à lui. Il est touché par ses mots chaleureux, envoyés « depuis tant de kilomètres de terre et de mer ». De retour à Dublin, il trouve « Florrie plus belle que jamais ». Malade lors des vacances de Pâques de 1878, il passe quatre jours au Royal Bath Hotel de Bournemouth. Une lettre à « Ma chère Florrie » signée « Toujours vôtre, Oscar » lui assure qu'elle lui manque.
Même si elle aime beaucoup Oscar Wilde, celui-ci est toujours absent, en Angleterre ou en voyages sur le continent. Florence Balcombe attire l'attention d'un autre jeune Dublinois brillant avec de meilleures perspectives. Bram Stoker connait bien la famille Wilde. Une décennie de plus que Florence Balcombe et de sept ans l'aîné d'Oscar Wilde, il est lui aussi un ancien élève de Trinity College. Au premier cycle, il accepte un poste à plein temps de commis au Registrar of Petty Sessions du château de Dublin, mais ses nouvelles responsabilités ne l'empêchent pas de participer pleinement à la vie universitaire : il est auditeur de la Historical Society, président de la Philosophical Society et président du University Foot-Races Committee. Grand et puissamment bâti, il est un champion de course et de marche, un haltérophile accompli et un bon nageur. Il excelle en gymnastique et joue au rugby pour la première équipe du Trinity College. Il obtient un certificat en art oratoire et une médaille d'argent en esthétique, en composition et en histoire. Il obtient une licence en art en 1870 et un master en art en 1875. Bien qu'ils ne sont pas des amis proches, Bram Stoker propose à Oscar Wilde de devenir membre de la Société philosophique de l’université dont il est le président.
On ne sait pas quand ni où Florence Balcombe rencontre Bram Stoker. Ils sont peut-être présentés par les Wilde. Par coïncidence, Bram Stoker a également vécu à Marino Crescent, mais il déménage bien avant l'arrivée de la famille Balcombe et il n'y a pas rencontré Florence Balcombe comme beaucoup le croient. Quand Oscar Wilde arrive à Dublin en septembre 1878, il apprend que Florence Balcombe est fiancée à Bram Stoker. Annonçant son intention de retourner en Angleterre « probablement pour de bon », Oscar Wilde demande à Florence Balcombe de lui rendre la petite croix en or qu'il lui a donnée. Il s'engage à la garder avec lui en tout temps en souvenir de « deux douces années - les plus douces de toutes les années de ma jeunesse ». Avec un grand mélodrame, il déclare : « Moi du moins, je ne peux pas être indifférent à votre bien-être : les courants de nos vies ont trop longtemps coulé l'un à côté de l'autre pour cela ». Promettant de lui rendre ses lettres, il joint un « morceau » qu'il a gardé avec lui pendant dix-huit mois - certainement la carte de Pâques qu'il a reçue en Grèce - « comme tout cela se lit maintenant de manière étrange et différente ». La dernière lettre d'Oscar Wilde exprime sa déception lorsque Florence Balcombe interprète l'une de ses lettres comme une suggestion à une rencontre clandestine : « finalement, je vois que vous me connaissez bien peu ».

### Épouse de Bram Stoker

#### Mariage

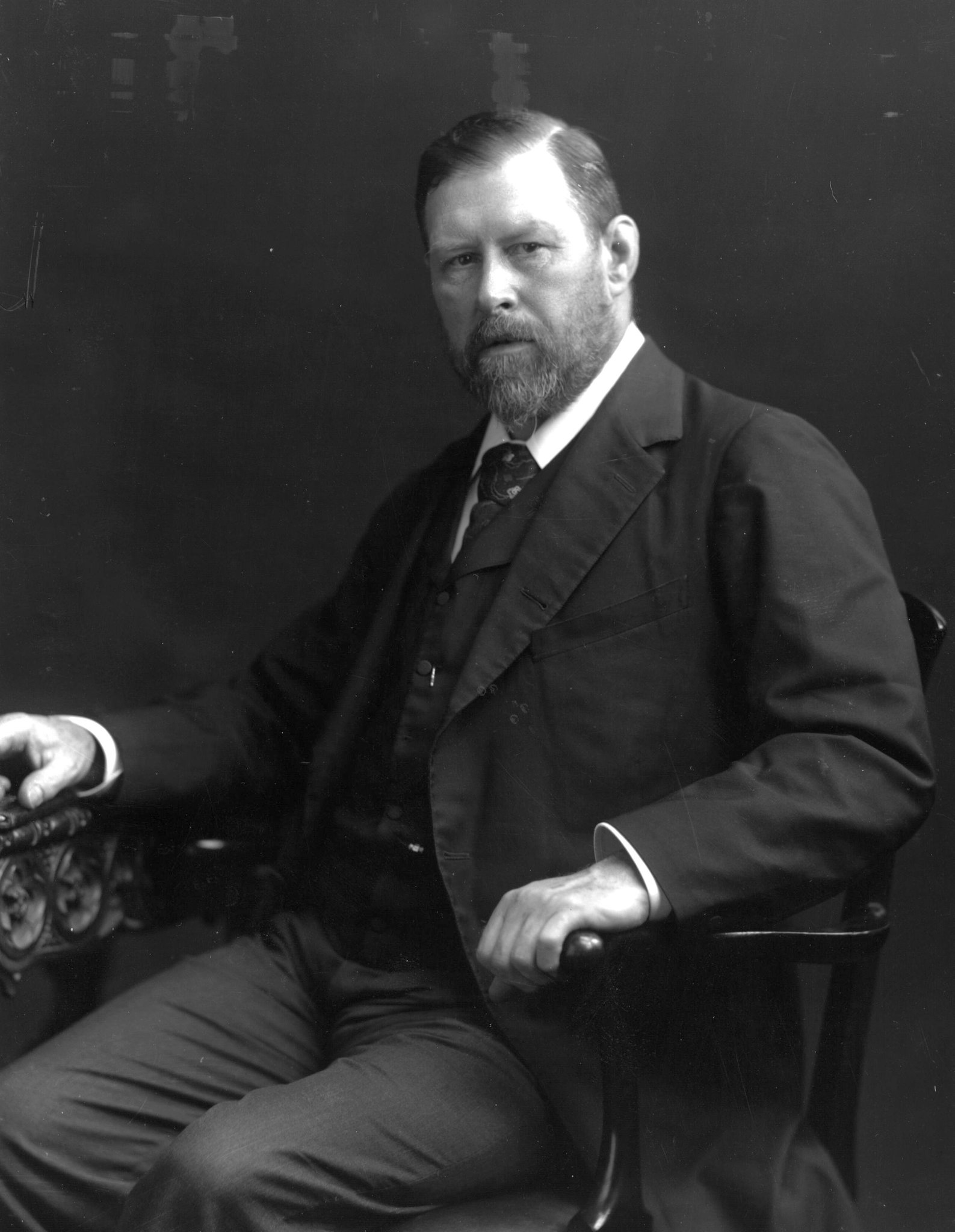
Bram Stoker.

Elle épouse Bram Stoker à l'église Sainte-Anne de Dawson Street à Dublin le 4 décembre 1878, douze mois avant la date prévue afin qu'ils puissent déménager à Londres où Bram Stoker a un nouvel emploi, administrateur du Lyceum Theatre. Florence Balcombe, âgée de dix-neuf ans, est notée mineure sur son acte de mariage. Il est étrange qu'elle donne pour adresse le 16, Harcourt Street, plutôt que sa maison familiale à Clontarf. Les annuaires de l'époque répertorient Bram Stoker comme résidant parfois au 16 Harcourt Street, une adresse qu'il partage avec son frère aîné Thornley, un éminent chirurgien. Trois des frères Stoker, Thornley, Richard et George, tous médecins, sont inscrits dans un cabinet au 16 Harcourt Street. Il n'y a jamais eu aucune suggestion de brouille avec la famille Balcombe et Bram Stoker est l'exécuteur testamentaire de sa belle-mère. M. et Mme Stoker déménagent à Londres, où il devient directeur par intérim puis directeur commercial du Lyceum Theatre de Henry Irving, poste qu’il occupe pendant 27 ans. Leur unique enfant Irving Noel Thornley naît le 31 décembre 1879. La fille de Noël, Ann, souligne le fait que Bram Stoker était absolument dévoué à Florence Balcombe.
Oscar Wilde rétablit de bonnes relations avec Florence Balcombe et Bram Stoker. Il assiste à ses rendez-vous du dimanche et rejoint le Beefsteak Club au Lyceum, un club de déjeuner animé dans les coulisses relancé par Bram Stoker. Bram Stoker et Florence Balcombe assistent tous les deux à la première de Lady Windermere's Fan, et Oscar Wilde offre à sa « chère Florence » des copies dédicacées de The Happy Prince and Other Stories et Salomé. Lorsqu'elle interpréte une vestale dans The Cup de Tennyson au Lyceum Theatre le 3 janvier 1881, Oscar Wilde envoie deux couronnes de fleurs à son amie Ellen Terry, qui joue le rôle principal, accompagnées de ces mots : « Acceptez l'une des deux, celle qui vous conviendra le mieux. L'autre - ne me croyez pas sournois, Nellie - mais l'autre, s'il vous plaît, donnez-la à Florrie de votre part. J'aimerais penser qu'elle portait quelque chose à moi le premier soir où elle est montée sur scène, que quelque chose de moi l'a touchée. Bien sûr si vous pensez - mais vous ne pensez pas qu'elle me soupçonnera ? Comment pourrait-elle ? Elle pense que je ne l'ai jamais aimée, elle pense que je l'ai oubliée. Mon Dieu, comment pourrais-je ! ». Florence Balcombe inspire à Oscar Wilde de nombreux poèmes, dont les poèmes liés, « Her Voice » et « My Voice », « Silentium Amoris », « Quia Multum Amavi » et « Flower of Love » (dans lequel il compare leur amour à celui de Dante et Béatrice).
Leur relation inspire peut-être aussi Bram Stoker. Dans The Snake's Pass, qui contient une référence à un « Docther Wilde », Arthur Severn espère que Norah Joyce, une belle paysanne, annulera sa promesse d'épouser son rival Dick Sutherland, et que Sutherland l'acceptera de bonne grâce. Sa nouvelle « Greater Love », publiée à titre posthume par Florence Balcombe, est centrée sur deux amis amoureux de la même fille. Une entrée de journal non datée décrit une histoire effrayante qu'il pensait écrire : « Seaport. Deux marins aiment une fille - l'un l'épouse, l'autre jure de se venger. Le mari part en mer peu après le mariage et à son retour après quelques jours voit dans la lumière grise du matin sa jeune femme crucifiée sur la grande croix qui se dresse au bout de la jetée ». Bram Stoker rend visite à Oscar Wilde en France après que ce dernier est sorti de prison.

#### Caractère
Florence Balcombe est très fréquemment complimentée pour sa beauté. Son fils Noel témoigne qu'elle reste belle dans la soixantaine et se souvient d'hommes debout sur leurs sièges pour l'apercevoir lorsqu'elle va au théâtre. Le magazine de société The Era la décrit comme « l'une des constellations les plus brillantes du premier salon de la saison de Dublin », confirmant qu'elle est « la plus belle femme présente ... magnifiquement et artistiquement habillée ». Le Premier ministre William Ewart Gladstone l'appelle simplement « la beauté », tandis que George du Maurier, le dessinateur et grand-père de Daphné, la considère comme l'une des trois plus belles femmes qu'il a jamais vues.
Elle est réputée pour être pleine d'esprit et bavarde. En plus de sa beauté, The Era note ses « capacités intellectuelles » et son « intelligence ». Le souvent acerbe Horace Wyndham la décrit comme « une femme charmante et pleine d'esprit irlandais et d'impulsivité ». Sa nièce, le Dr Eleanor Knott, une érudite et universitaire irlandaise renommée, se souvient d'elle comme « une merveilleuse écrivaine de lettres... toujours vive et gaie - souvent sardonique ; jamais ennuyeuse ». Elle consacre les deux dernières décennies de sa vie à la gestion de ses affaires financières, faisant preuve d'un excellent sens des affaires. Ses lettres survivantes révèlent une femme forte et confiante, soucieuse de faire valoir ses droits : « Au diable ces ennuis !! ». Florence Balcombe reçoit somptueusement, fait régulièrement du shopping à Paris et est escortée dans Londres par le librettiste W. S. Gilbert, qui l'admire énormément : « Ma femme vous embrasse et je le ferais si j'osais », écrit-il.
Elle se convertit au catholicisme lorsqu'elle a une quarantaine d'années.

#### Vie de famille
Lorsque Bram Stoker fait une tournée en Amérique avec Irving, il se plaint de la solitude et de la distance d'avec sa femme, qu'il invite à chaque voyage. Florence Balcombe le rejoint une fois, mais le voyage d'une semaine la terrifie. Le 13 avril 1887, alors que Florence Balcombe et Noel, sept ans, naviguent vers Dieppe, à cause d'un épais brouillard leur navire heurte des rochers à 3 heures du matin. La proue est éventrée et le navire coule en deux heures, vingt personnes se noient. Il n'y a que quatre canots de sauvetage et Florence Balcombe et Noel parviennent à atteindre le troisième. Ils restent en mer pendant encore 12 heures avant d'être récupérés par un remorqueur à vapeur, qui les dépose à Fécamp en Normandie. Florence Balcombe écrit un article pour le Dublin Evening News et la famille Stoker fait un pèlerinage annuel à Fécamp pour commémorer le sauvetage. Elle ne perd jamais sa peur des voyages en mer et est horrifiée lorsque le Titanic coule en 1912, une semaine avant la mort de Bram Stoker.
La famille Stoker passe régulièrement ses vacances ensemble. En Écosse, une Mme Cruickshank, propriétaire de Kilmarnock Arms, dit d'eux : « C'était l'un des hommes les plus gentils que j'aie jamais connus... Un Irlandais grand, gai et beau, et sa femme était la plus belle femme sur laquelle j'aie jamais posé les yeux ». Au cours de l'été 1890, ils passent trois semaines dans la ville balnéaire de Whitby, dans l'East Yorshire, où se déroule une grande partie de Dracula. Là-bas, ils sont invités à prendre le thé chez la romancière Violet Hunt, qui, selon ses propres dires, a elle aussi reçu une demande en mariage d'Oscar Wilde : « Bram est adorable et Mme est si jolie et gentille » écrit-elle.

### Dernières années
Florence Balcombe et Bram Stoker travaillent en collaboration. Lorsqu'elle informe sa mère qu'elle prend des cours de chant, Florence Balcombe avoue : « C'est le seul amusement auquel je m'adonne tant je travaille en ce moment pour Bram ». Vers la fin de sa vie, la santé de Bram Stoker se détériore et Florence le soigne sans se plaindre : « C'est plus dur pour la pauvre Florence (qui a été un ange) que pour moi » dit-il à son frère Thornley, « elle a dû faire toute la comptabilité et trouver l'argent pour vivre - Dieu seul sait comment elle a fait ». Le grand ami de Bram Stoker, le romancier et dramaturge Hall Caine, souligne avec admiration la dévotion de Florence Balcombe : « Si c'était le génie de l'amitié, elle devait être le génie de l'amour ».
Bram Stoker meurt le 21 avril 1912. Après sa mort, elle publie un recueil posthume de nouvelles, qui comprend « Dracula's Guest », un chapitre perdu de Dracula. Dans son introduction, elle écrit : « Quelques mois avant la mort tragique de mon mari - je dirais même alors que l'ombre de la mort était sur lui - il projeta de publier trois séries de nouvelles, et le présent volume en fait partie... Si mon mari avait vécu plus longtemps, il aurait peut-être jugé bon de réviser ce travail, qui date principalement des premières années de sa vie intense. Mais, comme le destin m'en a confié la publication, je considère approprié de le publier pratiquement tel qu'il l'a laissé ».
Florence Balcombe survit à son mari 25 ans et meurt en 1937 à l'âge de 78 ans. Elle est incinérée au Golders Green Crematorium et ses cendres sont dispersées dans les Gardens of Rest. Après la mort d'Irving Noel Stoker en 1961, ses cendres sont ajoutées à celles de son père.

## Nosferatu

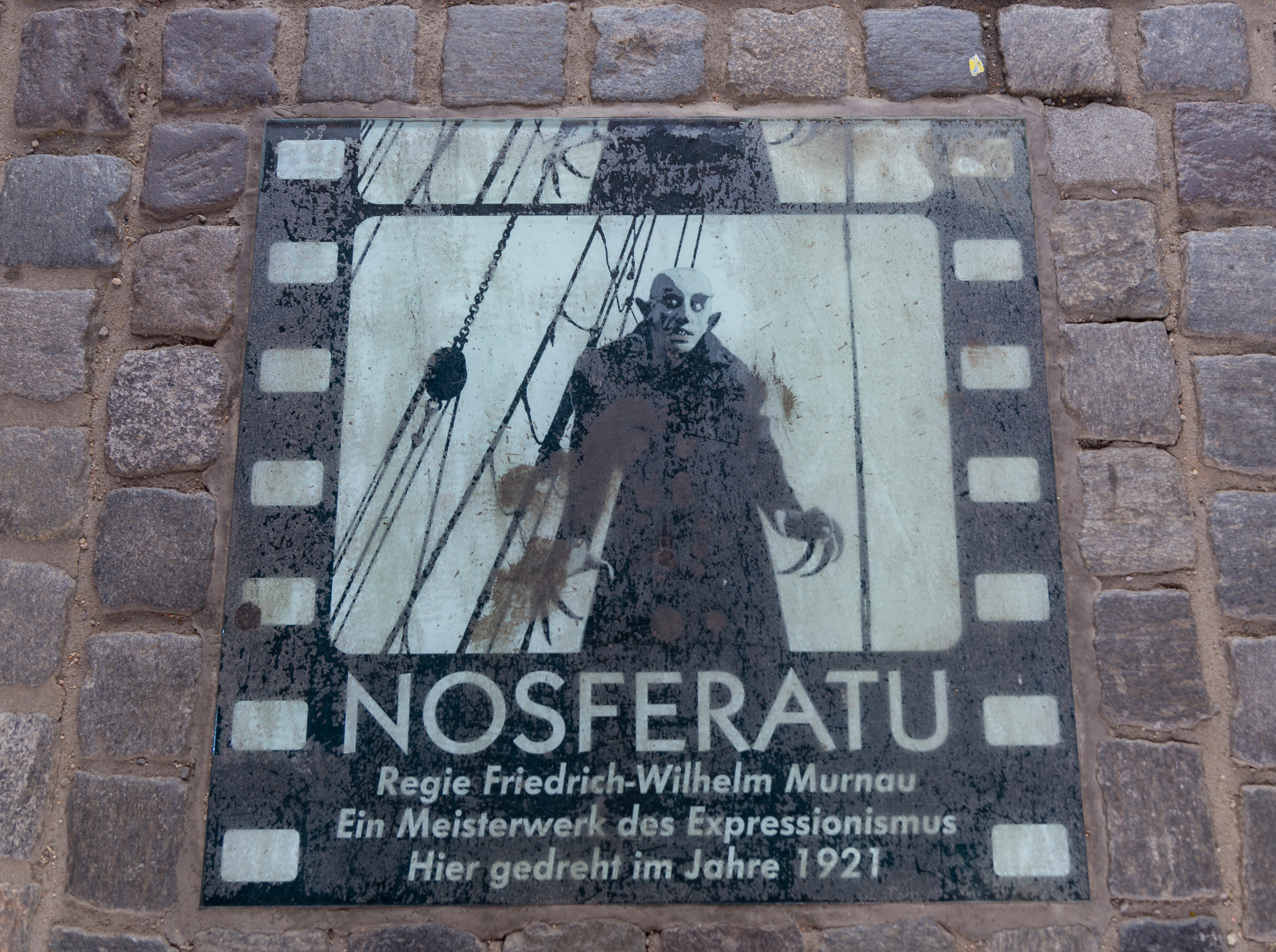
Plaque commémorative pour le film muet Nosferatu (1922) à Wismar, en Allemagne.

Florence Balcombe a un différend juridique avec les réalisateurs du film d'horreur allemand de 1922 Nosferatu, basé sans attribution ni autorisation sur le roman de Stoker Dracula. Elle ignore l'existence du Nosferatu de Friedrich Wilhelm Murnau jusqu'à ce qu'elle reçoive une lettre anonyme de Berlin. Le document comprend le programme d'un événement cinématographique somptueux tenu en 1922, avec un accompagnement orchestral complet, qui a lieu dans le Marble Garden du Jardin zoologique de Berlin. Le film est décrit dans le prospectus comme « librement adapté du Dracula de Bram Stoker ». Le scénariste de Nosferatu Henrik Galeen a changé les noms des personnages principaux et apporté quelques modifications à l'histoire. Cependant, la ressemblance avec le roman de Stoker est indubitable.
Florence Balcombe connait des difficultés financières et, en tant qu'exécuteur testamentaire littéraire de Bram Stoker, n'a jamais donné l'autorisation pour l'adaptation, ni reçu de paiement pour celle-ci. Sa réponse à cette violation du droit d'auteur est rapide et sans compromis ; non seulement elle veut la réparation financière qu'elle estime être due à la succession, mais elle exige que le négatif et toutes les copies du film (qu'elle ne voit jamais) soient immédiatement détruits.
Florence Balcombe lance une action en justice dans laquelle elle est représentée par les avocats de la British Incorporated Society of Authors. La société de production allemande Prana-Film déclare faillite pour éviter de payer l'adaptation. Finalement, elle obtient gain de cause, le jugement final en juillet 1925 stipule que les négatifs et toutes les copies du film doivent lui être remis pour être détruits.
Malgré cette décision, les tirages du film commencent à refaire surface à la fin des années 1920 et les premières projections américaines ont eu lieu à New York et à Detroit en 1929.
Florence Balcombe accorde les droits de l'adaptation scénique de Dracula à Hamilton Deane, qui a été son voisin à Dublin. La pièce de Deane, Dracula, est jouée à Derby en 1924. En 1927, Horace Liveright achète les droits américains à Florence Balcombe et engage John L. Balderston pour le monter sur la scène de New York. Le spectacle dure un an à Broadway et pendant deux ans de plus en tournée, battant tous les records précédents pour n'importe quel spectacle mis en tournée aux États-Unis. Cependant, Liveright ne paye pas tous ses droits à Florence Balcombe pour le spectacle - il meurt peu de temps après.